# 藤堂氏勝
藤堂 氏勝（とうどう うじかつ、？ ‐ 慶長20年(1615年)5月6日）は、安土桃山時代から江戸時代前期の武将。藤堂家の家臣。通称、勘解由。前名は長井勘解由氏勝。

## 略歴
本姓は長井氏である。
天正18年（1590年）に藤堂高虎に仕える。
朝鮮出兵に従軍し、慶長2年（1597年）９月に鳴梁海戦で功をあげ、加増の上、藤堂姓を名乗ることを許された。
関ヶ原の戦いでも功をあげる。
板嶋城天守の普請奉行をつとめた。
大坂の陣に一隊を率いて従軍し、冬の陣で功があり１千石を加増された。当時2千石だったという。
夏の陣・八尾の戦いで長宗我部盛親隊と戦い、長宗我部勢の左側面を狙うも、長宗我部主水が猛攻を繰り出し氏勝は下馬して戦った。主水が氏勝の左脇を槍で突くが、家臣の村田平左衛門が助太刀し逃れる。しかし致命傷を負ったため退却中に死亡した。
この戦いでは藤堂高刑、桑名吉成らが討ち死にした。
八尾常光寺に葬られる。

## その後
大将が討死して首を獲られた他の隊の兵は恩賞なかったが、氏勝の隊だけは息子の氏紹が遺体を持って帰ったため、功があった者には加増があった。
伊勢津藩の重臣として子孫は続いた。

## 参考資料
- 「藤堂高虎家臣辞典」
- 「大坂の役」旧参謀本部編纂、桑田忠親・山岡荘八監修
- 「公室年譜略」上野市古文献刊行会編